# Terra Indígena Potiguara de Monte-Mor
Terra Indígena Potiguara de Monte-Mor está localizada no litoral do estado brasileiro da Paraíba, nos municípios de Rio Tinto e Marcação, numa superfície de 7.487 hectares e num perímetro de 62 quilômetros. A população residente é de cerca de 3.002 pessoas (censo de 2001). 